# Eduard Shapovalenko
Eduard Shapovalenko (Moscú, 26 de abril de 1940 - 13 de febrero de 2015) fue un futbolista ruso que jugaba en la demarcación de portero.

## Biografía
Empezó su carrera como futbolista en 1956, a los 16 años de edad, con la camiseta del FC Torpedo Moscú, aunque no llegó a jugar ningún partido, misma situación que vivió dos años después en el PFC CSKA Moscú. En 1961, ya en el FC Zimbru Chișinău de Moldavia, debutó como futbolista. Después de dos años y haber marcado 71 goles, volvió al FC Torpedo Moscú. En su segunda etapa en el club ganó la Primera División de la Unión Soviética en 1965 tras quedar primero con un punto de diferencia sobre el FC Dinamo de Kiev. En 1968, el FC Zenit de San Petersburgo se hizo con sus servicios para las cuatro temporadas siguientes. Durante su etapa en el equipo, su mejor puesto en liga fue un séptimo puesto en 1972. Ese mismo año dejó el club para fichar por el FC Metallurg Lipetsk, donde se retiró como futbolista.
Falleció el 13 de febrero de 2015 a los 74 años de edad.

## Clubes
| Club                        | País            | Año         | Partidos | Goles |
| --------------------------- | --------------- | ----------- | -------- | ----- |
| FC Torpedo Moscú            | RSFS de Rusia   | 1956 - 1958 | 0        | 0     |
| PFC CSKA Moscú              | RSFS de Rusia   | 1958 - 1961 | 0        | 0     |
| FC Zimbru Chișinău          | RSS de Moldavia | 1961 - 1963 | 71       | 0     |
| FC Torpedo Moscú            | RSFS de Rusia   | 1964 - 1967 | 51       | 0     |
| FC Zenit de San Petersburgo | RSFS de Rusia   | 1968 - 1972 | 78       | 0     |
| FC Metallurg Lipetsk        | RSFS de Rusia   | 1972        | 0        | 0     |

## Palmarés

### Campeonatos nacionales
| Título                                 | Club             | País  | Año  |
| -------------------------------------- | ---------------- | ----- | ---- |
| Primera División de la Unión Soviética | FC Torpedo Moscú | Rusia | 1965 |